# Bönträsk
Bönträsk (lulesamiska: Båvnnå, meänkieli: Pounu) är en ort i Gällivare kommun, Norrbottens län. Orten ligger invid sjön Bönträsket. På södra sidan om sjön ligger bydelen Neitaskaite (lulesamiska: lulesamiska: Niejdaskájdde).
Mats Mattson levde i Bönträsk från 1766 och på 1840-talet hade orten fem byamän. Vid folkräkningen 1890 hade orten 43 invånare och i augusti 2016 fanns det enligt Ratsit tio personer över 16 år registrerade med Bönträsk som adress.